# 小林高四郎
小林 高四郎（こばやし たかしろう、1905年5月7日 - 1987年1月2日）は、東洋史学者、横浜国立大学名誉教授。専攻はモンゴル史・元朝史。

## 経歴
出生から修学期
1905年、新潟県で生まれた。慶應義塾大学文学部支那文学科で学び、1930年に卒業。1933年より北京に留学し、モンゴル語を学んだ。
東洋史研究者として
帰国後、慶應義塾大学教授に就いた。外務省に調査官として入省し、満蒙の調査を担当した。第二次世界大戦中の1942年、ソ連経由でアンカラに赴任、日本大使館書記官をつとめた。1946年3月2日に帰国。
太平洋戦争後
1949年、横浜国立大学教授となった。また、神奈川県立外語短期大学教授も兼任した。1953年に学位論文『元朝秘史の研究』を京都大学に提出し文学博士の学位を取得。1971年に横浜国立大学を定年退官し、名誉教授となった。
1987年に死去。

## 研究内容・業績
専門はモンゴル帝国史、元朝史。
小林文庫
生前蔵書を東京外国語大学アジア・アフリカ言語文化研究所が購入し、「小林文庫」とした。

## 著作

### 著書
- 『北支民衆の社会生活：国民思想パンフレット』第1巻第2冊 国民思想研究所 1938[13]
- 『イスタンブールの夜：外交餘憤録』一洋社 1948[14]
- 『東西文化の交流』刀江書院 1951
  - 改題再版『東西文化交流史：シルクロードを中心として』西田書店 1975 [15]
  - 増補版 1984年
- 『元朝秘史の研究』〈ユーラシヤ学会叢刊〉日本学術振興会 1954
- 『ジンギスカン』岩波新書 1960
- 『ドイツ語のこころ ことばと生活』至誠堂新書 1965
- 『元史』明徳出版社(中国古典新書) 1972
- 『モンゴル史論考』雄山閣出版 1983
- 『古本随筆：漁書のすさび』西田書店 1986[16][17]

### 校註
- 『通制条格の研究訳註』第1冊[18] 岡本敬二[19]・小林高四郎編著、中国刑法志研究会 1964[20]
  - 再版 国書刊行会 1975

### 翻訳
- 『チンギス・ハン伝』ウラヂミルツオフ著、日本公論社 1936 [21]。[22]
  - 叢書組入『チンギス・ハン伝』(蒙古研究叢書 8) 生活社 1942[23]
- 『アルタン・トプチ：蒙古年代記』訳註、外務省調査部第三課 1939
- 『蒙古の秘史』訳註　生活社 1940
- 『蒙古黄金史：蒙古民族の古典』訳註、生活社 1941
- 『ペルシア放浪記：托鉢僧に身をやつして』ヴァーンベーリ著、杉本正年[24]共訳、平凡社東洋文庫 1965
  - ワイド版 2003年[25]